# Rotes Haus (Kaltern)

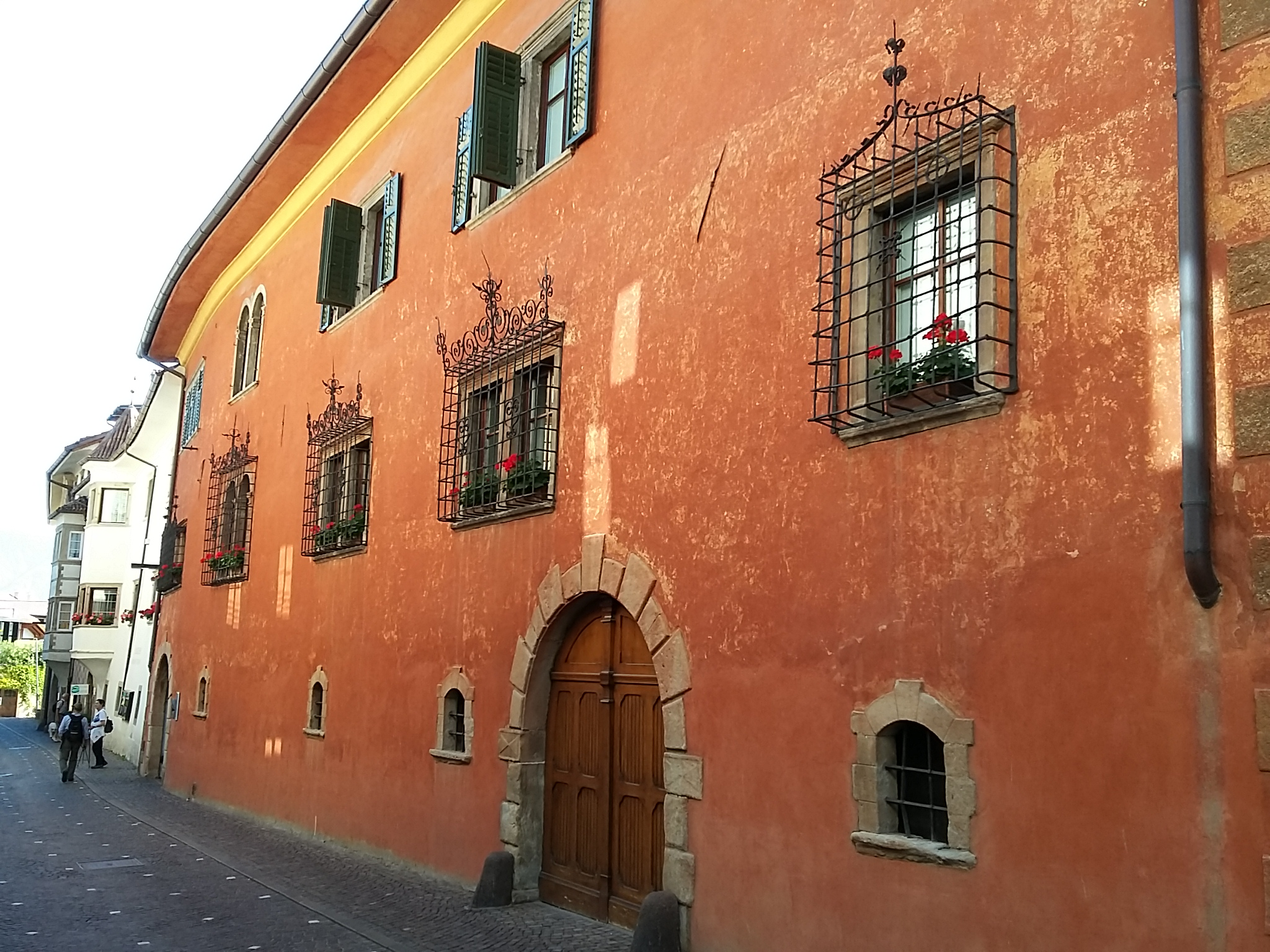
„Rotes Haus“ in Kaltern

Das Rote Haus ist ein Ansitz bzw. städtisches Wohnhaus in Kaltern in Südtirol. Es liegt südlich des Marktplatzes in der Goldgasse 17 und gehört zu den bedeutendsten Baudenkmälern von Kaltern. Zudem ist es ein typisches Bauwerk im Überetscher Stil. Am 17. Januar 1951 wurde es als Baudenkmal unter Schutz gestellt.

## Geschichte
Der Bau, dessen Bezeichnung sich vom roten Hausanstrich ableitet, wurde im 17. Jahrhundert von der alteingesessenen Familie von Unterrichter errichtet und im 18. Jahrhundert umgestaltet. In der straßenseitig dreigeschossigen Fassade befinden sich steingerahmte, vergitterte Fenster sowie zwei Tore und in den Mittelsälen und seitlichen Zimmern Stuckdecken und Öfen aus der Barockzeit.
Durch Heirat der Erbtochter Barbara von Unterrichter-Rechtenthal (1808–1880) mit Ludwig von Lutterotti (1794–1845) gelangte der Ansitz 1829 an die Familie von Lutterotti, der 1737 von Kaiser Karl VI. der erbliche Reichsadel verliehen worden war. Mitglieder der Familie bekleideten hohe Stellen in der Verwaltung des Habsburger Reichs. Ludwig von Lutterotti war Kreisgerichtspräsident von Venetien und Leiter des Appellationsgerichts Zara in Dalmatien. Dessen Enkel, der spätere Benediktiner Nikolaus von Lutterotti, wurde im Roten Haus in Kaltern geboren.